# Rybitví
Rybitví je obec v okrese Pardubice v Pardubickém kraji. Leží v rybničnaté oblasti při severozápadním okraji Pardubic, necelých šest kilometrů od jejich centra. Od vlastního krajského města obec odděluje rozlehlý průmyslový komplex společnosti Synthesia. Žije zde přibližně 1 500 obyvatel.
Součástí obce je také území zaniklé vesnice Blatníkovská Lhotka, která byla v 60. letech 20. století zbořena kvůli rozšiřování průmyslového závodu.

## Historie
První písemná zmínka o obci pochází z roku 1377.
Roku 1827 tu bratranci Veverkové (sedlák František a kovář Václav) sestrojili nový pluh, který pojmenovali ruchadlo. Své využití nalezlo při hluboké orbě. Oba bratranci však na svém vynálezu nijak nezbohatli. Jejich vynález si přivlastnil Johan Kainz, což mělo za následek spory o jeho autorství. Od roku 1883 stojí v Pardubicích pomník věnovaný oběma bratrancům. V Rybitví již stojí pouze dům kováře Václava a v muzeích je vystaveno několik ruchadel.

## Obyvatelstvo
| Rok            | 1869 | 1880 | 1890 | 1900 | 1910 | 1921 | 1930 | 1950  | 1961  | 1970  | 1980  | 1991  | 2001  | 2011  | 2021  |
| -------------- | ---- | ---- | ---- | ---- | ---- | ---- | ---- | ----- | ----- | ----- | ----- | ----- | ----- | ----- | ----- |
| Počet obyvatel | 337  | 400  | 402  | 384  | 426  | 407  | 471  | 1 159 | 2 044 | 2 088 | 1 739 | 1 405 | 1 319 | 1 332 | 1 345 |
| Počet domů     | 42   | 46   | 48   | 49   | 54   | 57   | 77   | 287   | 323   | 286   | 258   | 262   | 270   | 289   | 288   |

## Obecní správa

### Obecní symboly
Znak byl obci udělen rozhodnutím předsedy Poslanecké sněmovny Parlamentu České republiky dne 3. dubna 1996 a vlajka byla obci udělena rozhodnutím předsedy PSP ČR dne 19. května 1998.

## Pamětihodnosti
- Rodný dům Václava Veverky
- Pomník bratranců Veverkových z roku 1883[8]
- Pomník bratranců Veverkových z roku 1927 (autor návrhu pomníku: Josef Gočár)[9]
- Pomník obětem 1. světové války

## Slavní rodáci
- Bratranci Veverkové - vynálezci ruchadla

## Zajímavost
Kromě bratranců Veverkových obec proslavila píseň Rybitví kapely Yo Yo Band.

## Galerie

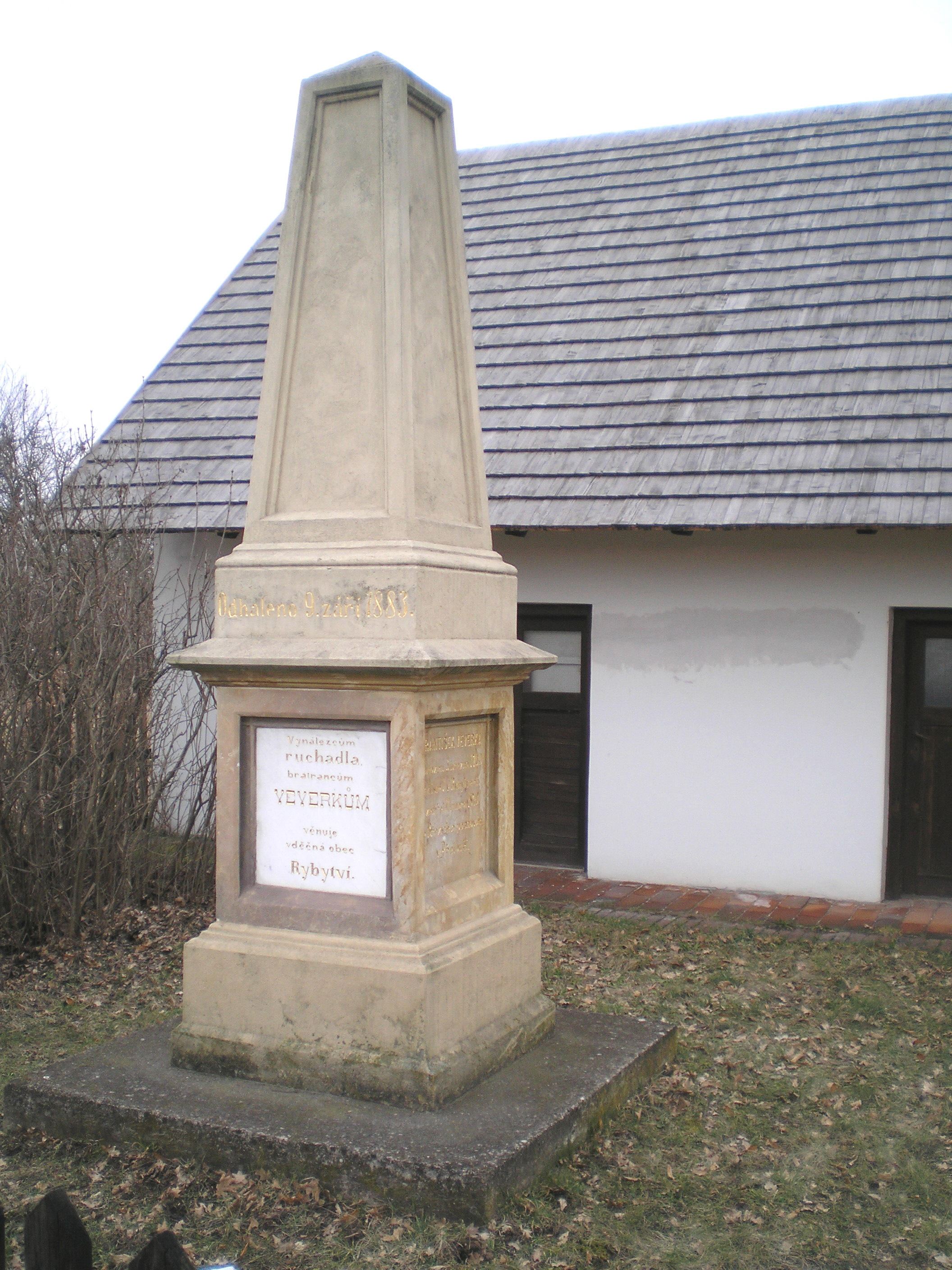
Pomník bratranců Veverkových (1883)
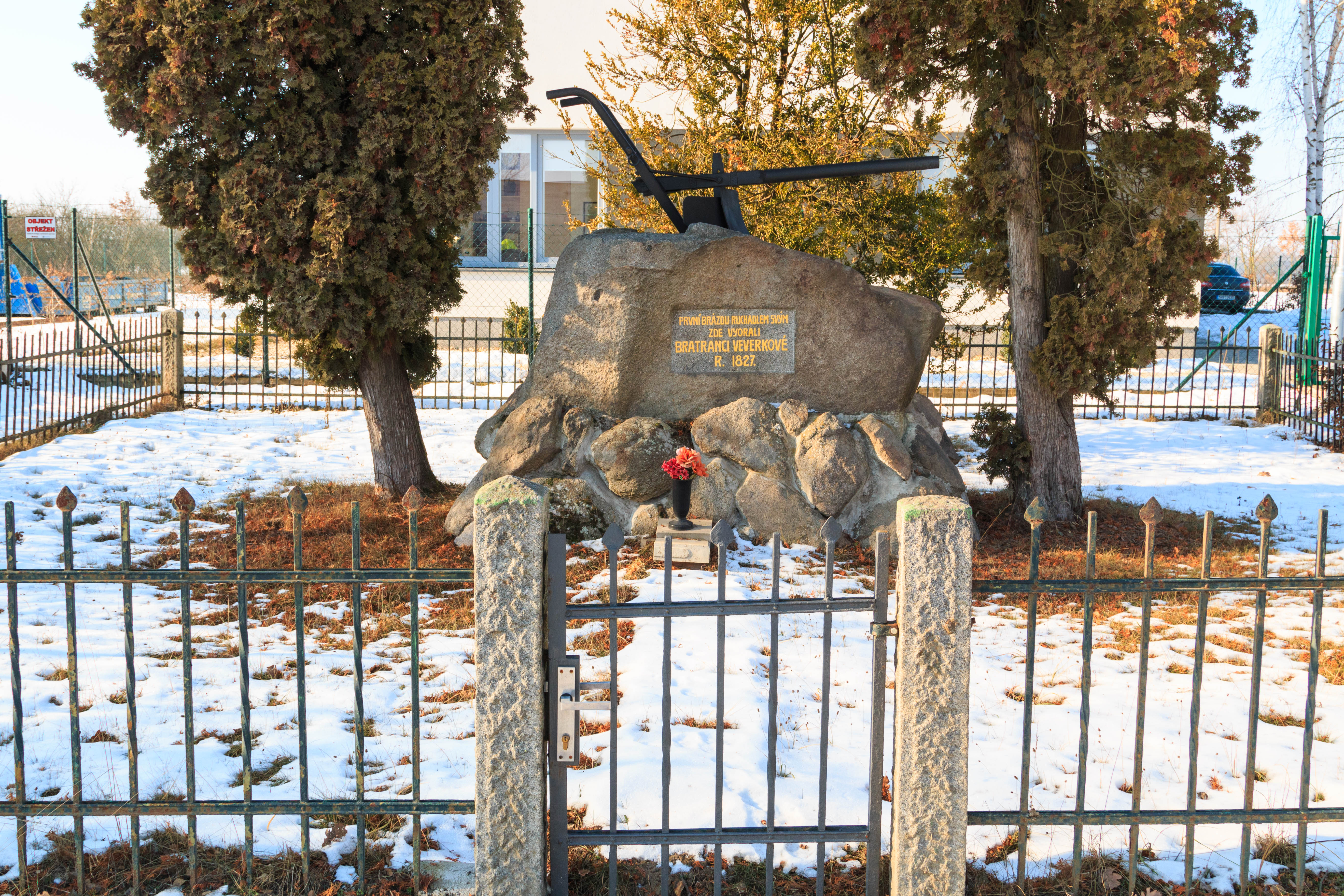
Pomník bratranců Veverkových (1927)
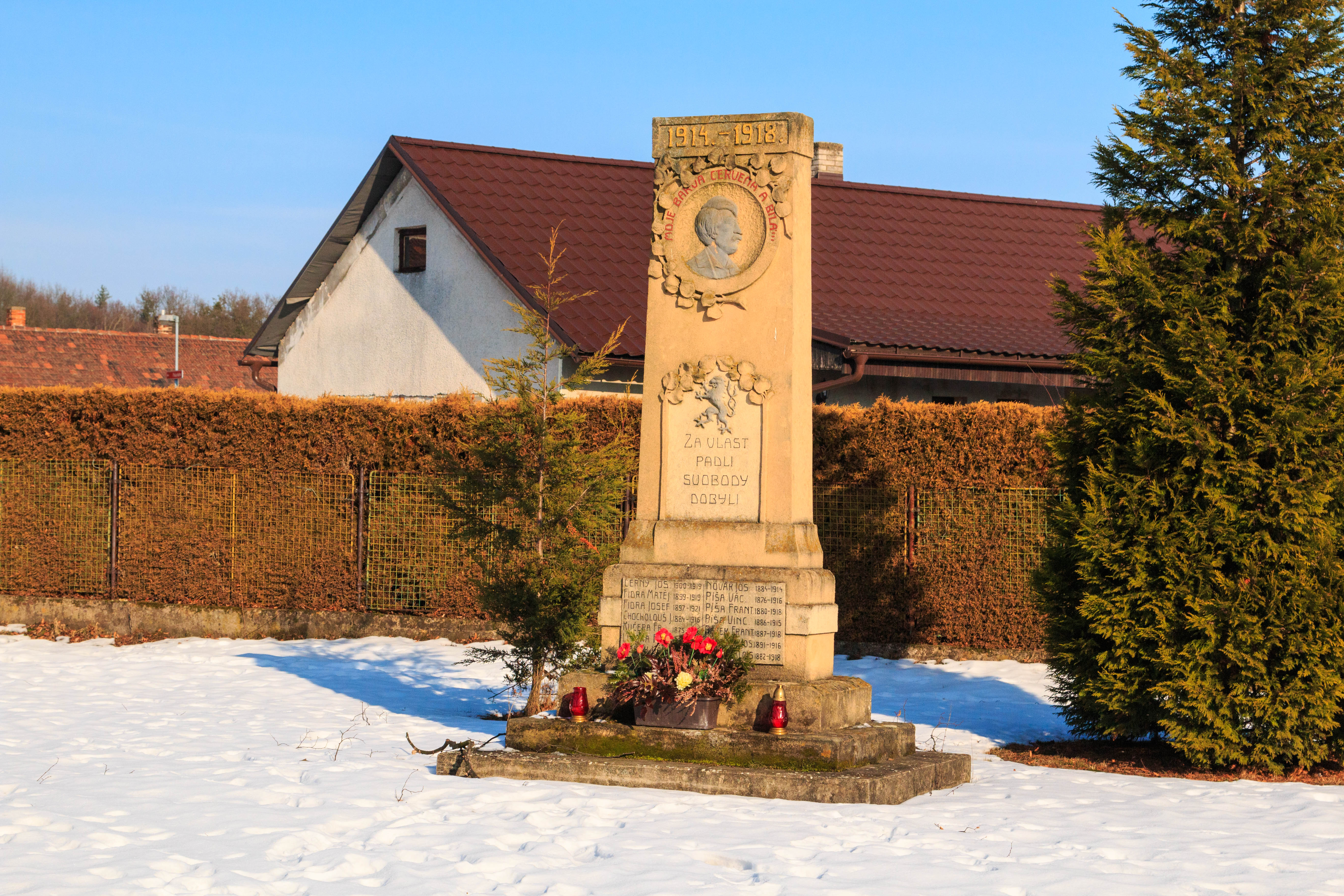
Pomník obětem války